# Interlands Nederlands voetbalelftal 2020-2029
Deze pagina toont een chronologisch en gedetailleerd overzicht van de interlands die het Nederlands voetbalelftal speelt en heeft gespeeld in de periode 2020 – 2029.

## Interlands

### 2020
|                                                                                     |                     |       |       |                                                                                     |
| 4 september UEFA Nations League Groep A1 № 809 «onderlinge duels» 20:45 uur (UTC+2) | Nederland           | 1 – 0 | Polen | Johan Cruijff ArenA, Amsterdam Toeschouwers: 0 Scheidsrechter: Georgi Kabakov (BUL) |
| 4 september UEFA Nations League Groep A1 № 809 «onderlinge duels» 20:45 uur (UTC+2) | Steven Bergwijn 61' |       |       | Johan Cruijff ArenA, Amsterdam Toeschouwers: 0 Scheidsrechter: Georgi Kabakov (BUL) |

|                                                                                     |           |                      |        |                                                                                  |
| 7 september UEFA Nations League Groep A1 № 810 «onderlinge duels» 20:45 uur (UTC+2) | Nederland | 0 – 1                | Italië | Johan Cruijff ArenA, Amsterdam Toeschouwers: 0 Scheidsrechter: Felix Brych (GER) |
| 7 september UEFA Nations League Groep A1 № 810 «onderlinge duels» 20:45 uur (UTC+2) |           | 45+1' Nicolò Barella |        | Johan Cruijff ArenA, Amsterdam Toeschouwers: 0 Scheidsrechter: Felix Brych (GER) |

|                                                                        |           |                         |        |                                                                                      |
| 7 oktober Vriendschappelijk № 811 «onderlinge duels» 20:45 uur (UTC+2) | Nederland | 0 – 1                   | Mexico | Johan Cruijff ArenA, Amsterdam Toeschouwers: 0 Scheidsrechter: Srđan Jovanović (SRB) |
| 7 oktober Vriendschappelijk № 811 «onderlinge duels» 20:45 uur (UTC+2) |           | 60' (pen.) Raúl Jiménez |        | Johan Cruijff ArenA, Amsterdam Toeschouwers: 0 Scheidsrechter: Srđan Jovanović (SRB) |

|                                                                                    |                       |       |           |                                                                              |
| 11 oktober UEFA Nations League Groep A1 № 812 «onderlinge duels» 18:00 uur (UTC+2) | Bosnië en Herzegovina | 0 – 0 | Nederland | Bilino Polje, Zenica Toeschouwers: 1.600 Scheidsrechter: István Kovács (ROU) |
| 11 oktober UEFA Nations League Groep A1 № 812 «onderlinge duels» 18:00 uur (UTC+2) |                       |       |           | Bilino Polje, Zenica Toeschouwers: 1.600 Scheidsrechter: István Kovács (ROU) |

|                                                                                    |                        |       |                       |                                                                                |
| 14 oktober UEFA Nations League Groep A1 № 813 «onderlinge duels» 20:45 uur (UTC+2) | Italië                 | 1 – 1 | Nederland             | Gewiss Stadium, Bergamo Toeschouwers: 623 Scheidsrechter: Anthony Taylor (ENG) |
| 14 oktober UEFA Nations League Groep A1 № 813 «onderlinge duels» 20:45 uur (UTC+2) | Lorenzo Pellegrini 16' |       | 25' Donny van de Beek | Gewiss Stadium, Bergamo Toeschouwers: 623 Scheidsrechter: Anthony Taylor (ENG) |

|                                                                          |                       |       |                    |                                                                                   |
| 11 november Vriendschappelijk № 814 «onderlinge duels» 20:45 uur (UTC+1) | Nederland             | 1 – 1 | Spanje             | Johan Cruijff ArenA, Amsterdam Toeschouwers: 0 Scheidsrechter: Davide Massa (ITA) |
| 11 november Vriendschappelijk № 814 «onderlinge duels» 20:45 uur (UTC+1) | Donny van de Beek 47' |       | 18' Sergio Canales | Johan Cruijff ArenA, Amsterdam Toeschouwers: 0 Scheidsrechter: Davide Massa (ITA) |

|                                                                                     |                                                                  |       |                    |                                                                                        |
| 15 november UEFA Nations League Groep A1 № 815 «onderlinge duels» 18:00 uur (UTC+1) | Nederland                                                        | 3 – 1 | Bosnië en Her.     | Johan Cruijff ArenA, Amsterdam Toeschouwers: 0 Scheidsrechter: François Letexier (FRA) |
| 15 november UEFA Nations League Groep A1 № 815 «onderlinge duels» 18:00 uur (UTC+1) | Georginio Wijnaldum 6' Georginio Wijnaldum 13' Memphis Depay 55' |       | 63' Smail Prevljak | Johan Cruijff ArenA, Amsterdam Toeschouwers: 0 Scheidsrechter: François Letexier (FRA) |

|                                                                                     |                  |       |                                                  |                                                                             |
| 18 november UEFA Nations League Groep A1 № 816 «onderlinge duels» 20:45 uur (UTC+1) | Polen            | 1 – 2 | Nederland                                        | Śląskistadion, Chorzów Toeschouwers: 0 Scheidsrechter: Orel Grinfeeld (ISR) |
| 18 november UEFA Nations League Groep A1 № 816 «onderlinge duels» 20:45 uur (UTC+1) | Kamil Jóźwiak 5' |       | 77' (pen.) Memphis Depay 84' Georginio Wijnaldum | Śląskistadion, Chorzów Toeschouwers: 0 Scheidsrechter: Orel Grinfeeld (ISR) |

### 2021
|                                                                             |                                                                                |       |                                    |                                                                                           |
| 24 maart WK-kwalificatie Groep G № 817 «onderlinge duels» 19:00 uur (UTC+3) | Turkije                                                                        | 4 – 2 | Nederland                          | Atatürk Olympisch Stadion, Istanboel Toeschouwers: 0 Scheidsrechter: Michael Oliver (ENG) |
| 24 maart WK-kwalificatie Groep G № 817 «onderlinge duels» 19:00 uur (UTC+3) | Burak Yılmaz 15' Burak Yılmaz 34' (pen.) Hakan Çalhanoğlu 46' Burak Yılmaz 81' |       | 75' Davy Klaassen 76' Luuk de Jong | Atatürk Olympisch Stadion, Istanboel Toeschouwers: 0 Scheidsrechter: Michael Oliver (ENG) |

|                                                                             |                                      |       |         |                                                                                             |
| 27 maart WK-kwalificatie Groep G № 818 «onderlinge duels» 18:00 uur (UTC+1) | Nederland                            | 2 – 0 | Letland | Johan Cruijff ArenA, Amsterdam Toeschouwers: 5.000 Scheidsrechter: Stéphanie Frappart (FRA) |
| 27 maart WK-kwalificatie Groep G № 818 «onderlinge duels» 18:00 uur (UTC+1) | Steven Berghuis 32' Luuk de Jong 69' |       |         | Johan Cruijff ArenA, Amsterdam Toeschouwers: 5.000 Scheidsrechter: Stéphanie Frappart (FRA) |

|                                                                             |           | |           |                                                                                  |
| 30 maart WK-kwalificatie Groep G № 819 «onderlinge duels» 20:45 uur (UTC+2) | Gibraltar | 0 – 7 | Nederland | Victoriastadion, Gibraltar Toeschouwers: 335 Scheidsrechter: João Pinheiro (POR) |
| 30 maart WK-kwalificatie Groep G № 819 «onderlinge duels» 20:45 uur (UTC+2) |           | 41' Steven Berghuis 55' Luuk de Jong 61' Memphis Depay 62' Georginio Wijnaldum 64' Donyell Malen 85' Donny van de Beek 88' Memphis Depay |           | Victoriastadion, Gibraltar Toeschouwers: 335 Scheidsrechter: João Pinheiro (POR) |

|                                                                     |                                     |       |                                  |                                                                             |
| 2 juni Vriendschappelijk № 820 «onderlinge duels» 19:45 uur (UTC+1) | Nederland                           | 2 – 2 | Schotland                        | Estádio Algarve, Loulé Toeschouwers: 0 Scheidsrechter: Vítor Ferreira (POR) |
| 2 juni Vriendschappelijk № 820 «onderlinge duels» 19:45 uur (UTC+1) | Memphis Depay 17' Memphis Depay 89' |       | 10' Jack Hendry 64' Kevin Nisbet | Estádio Algarve, Loulé Toeschouwers: 0 Scheidsrechter: Vítor Ferreira (POR) |

|                                                                     |                                                                 |       |         | |
| 6 juni Vriendschappelijk № 821 «onderlinge duels» 18:00 uur (UTC+2) | Nederland                                                       | 3 – 0 | Georgië | De Grolsch Veste, Enschede Toeschouwers: 7.500 Scheidsrechter: Erik Lambrechts (BEL) Video-assistent: Jonathan Lardot (BEL) |
| 6 juni Vriendschappelijk № 821 «onderlinge duels» 18:00 uur (UTC+2) | Memphis Depay 10' (pen.) Wout Weghorst 55' Ryan Gravenberch 76' |       |         | De Grolsch Veste, Enschede Toeschouwers: 7.500 Scheidsrechter: Erik Lambrechts (BEL) Video-assistent: Jonathan Lardot (BEL) |

| EK 2020 |
| ------- |

|                                                                         |                                                               |         |                                             | |
| 13 juni EK-eindronde Groep C № 822 «onderlinge duels» 21:00 uur (UTC+2) | Nederland                                                     | 3 – 2   | Oekraïne                                    | Johan Cruijff ArenA, Amsterdam Toeschouwers: 15.837 Scheidsrechter: Felix Brych (GER) Video-assistent: Marco Fritz (GER) |
| 13 juni EK-eindronde Groep C № 822 «onderlinge duels» 21:00 uur (UTC+2) | Georginio Wijnaldum 52' Wout Weghorst 59' Denzel Dumfries 85' | Verslag | 75' Andrij Jarmolenko 79' Roman Jaremtsjoek | Johan Cruijff ArenA, Amsterdam Toeschouwers: 15.837 Scheidsrechter: Felix Brych (GER) Video-assistent: Marco Fritz (GER) |

|                                                                         |                                              |         |            | |
| 17 juni EK-eindronde Groep C № 823 «onderlinge duels» 21:00 uur (UTC+2) | Nederland                                    | 2 – 0   | Oostenrijk | Johan Cruijff ArenA, Amsterdam Toeschouwers: 15.243 Scheidsrechter: Orel Grinfeeld (ISR) Video-assistent: Paweł Gil (POL) |
| 17 juni EK-eindronde Groep C № 823 «onderlinge duels» 21:00 uur (UTC+2) | Memphis Depay 11' (pen.) Denzel Dumfries 67' | Verslag |            | Johan Cruijff ArenA, Amsterdam Toeschouwers: 15.243 Scheidsrechter: Orel Grinfeeld (ISR) Video-assistent: Paweł Gil (POL) |

|                                                                         |                 |         |                                                                   | |
| 21 juni EK-eindronde Groep C № 824 «onderlinge duels» 18:00 uur (UTC+2) | Noord-Macedonië | 0 – 3   | Nederland                                                         | Johan Cruijff ArenA, Amsterdam Toeschouwers: 15.227 Scheidsrechter: István Kovács (ROU) Video-assistent: Marco Di Bello (ITA) |
| 21 juni EK-eindronde Groep C № 824 «onderlinge duels» 18:00 uur (UTC+2) |                 | Verslag | 24' Memphis Depay 51' Georginio Wijnaldum 58' Georginio Wijnaldum | Johan Cruijff ArenA, Amsterdam Toeschouwers: 15.227 Scheidsrechter: István Kovács (ROU) Video-assistent: Marco Di Bello (ITA) |

|                                                                                |           |         |                                   | |
| 27 juni EK-eindronde Achtste finale № 825 «onderlinge duels» 18:00 uur (UTC+2) | Nederland | 0 – 2   | Tsjechië                          | Puskás Aréna, Boedapest Toeschouwers: 52.832 Scheidsrechter: Sergej Karasjov (RUS) Video-assistent: Stuart Attwell (ENG) |
| 27 juni EK-eindronde Achtste finale № 825 «onderlinge duels» 18:00 uur (UTC+2) |           | Verslag | 68' Tomáš Holeš 80' Patrik Schick | Puskás Aréna, Boedapest Toeschouwers: 52.832 Scheidsrechter: Sergej Karasjov (RUS) Video-assistent: Stuart Attwell (ENG) |

|  |  |  |  |  |  |  |  |  |

|                                                                                |                          |       |                   | |
| 1 september WK-kwalificatie Groep G № 826 «onderlinge duels» 20:45 uur (UTC+2) | Noorwegen                | 1 – 1 | Nederland         | Ullevaalstadion, Oslo Toeschouwers: 6.711 Scheidsrechter: Szymon Marciniak (POL) Video-assistent: Paweł Gil (POL) |
| 1 september WK-kwalificatie Groep G № 826 «onderlinge duels» 20:45 uur (UTC+2) | Erling Braut Haaland 20' |       | 36' Davy Klaassen | Ullevaalstadion, Oslo Toeschouwers: 6.711 Scheidsrechter: Szymon Marciniak (POL) Video-assistent: Paweł Gil (POL) |

|                                                                                |                                                                                   |       |            | |
| 4 september WK-kwalificatie Groep G № 827 «onderlinge duels» 20:45 uur (UTC+2) | Nederland                                                                         | 4 – 0 | Montenegro | Philips Stadion, Eindhoven Toeschouwers: 20.458 Scheidsrechter: Jesús Gil Manzano (ESP) Video-assistent: Ricardo de Burgos Bengoetxea (ESP) |
| 4 september WK-kwalificatie Groep G № 827 «onderlinge duels» 20:45 uur (UTC+2) | Memphis Depay 38' (pen.) Memphis Depay 62' Georginio Wijnaldum 70' Cody Gakpo 76' |       |            | Philips Stadion, Eindhoven Toeschouwers: 20.458 Scheidsrechter: Jesús Gil Manzano (ESP) Video-assistent: Ricardo de Burgos Bengoetxea (ESP) |

|                                                                                | |       |                    | |
| 7 september WK-kwalificatie Groep G № 828 «onderlinge duels» 20:45 uur (UTC+2) | Nederland | 6 – 1 | Turkije            | Johan Cruijff ArenA, Amsterdam Toeschouwers: 31.389 Scheidsrechter: Daniele Orsato (ITA) Video-assistent: Maurizio Mariani (ITA) |
| 7 september WK-kwalificatie Groep G № 828 «onderlinge duels» 20:45 uur (UTC+2) | Davy Klaassen 1' Memphis Depay 16' Memphis Depay 38' (pen.) Memphis Depay 54' Guus Til 80' Donyell Malen 90' |       | 90+2' Cengiz Ünder | Johan Cruijff ArenA, Amsterdam Toeschouwers: 31.389 Scheidsrechter: Daniele Orsato (ITA) Video-assistent: Maurizio Mariani (ITA) |

|                                                                              |         |                   |           | |
| 8 oktober WK-kwalificatie Groep G № 829 «onderlinge duels» 21:45 uur (UTC+3) | Letland | 0 – 1             | Nederland | Daugavastadion, Riga Toeschouwers: 4.711 Scheidsrechter: Andrew Madley (ENG) Video-assistent: Paul Tierney (ENG) |
| 8 oktober WK-kwalificatie Groep G № 829 «onderlinge duels» 21:45 uur (UTC+3) |         | 36' Davy Klaassen |           | Daugavastadion, Riga Toeschouwers: 4.711 Scheidsrechter: Andrew Madley (ENG) Video-assistent: Paul Tierney (ENG) |

|                                                                               | |       |           | |
| 11 oktober WK-kwalificatie Groep G № 830 «onderlinge duels» 20:45 uur (UTC+2) | Nederland | 6 – 0 | Gibraltar | Stadion Feijenoord, Rotterdam Toeschouwers: 31.583 Scheidsrechter: Vitali Mesjkov (RUS) Video-assistent: Sergej Ivanov (RUS) |
| 11 oktober WK-kwalificatie Groep G № 830 «onderlinge duels» 20:45 uur (UTC+2) | Virgil van Dijk 9' Memphis Depay 21' Memphis Depay 45+3' (pen.) Denzel Dumfries 48' Arnaut Danjuma 75' Donyell Malen 86' |       |           | Stadion Feijenoord, Rotterdam Toeschouwers: 31.583 Scheidsrechter: Vitali Mesjkov (RUS) Video-assistent: Sergej Ivanov (RUS) |

|                                                                                |                                       |       |                                            | |
| 13 november WK-kwalificatie Groep G № 831 «onderlinge duels» 20:45 uur (UTC+1) | Montenegro                            | 2 – 2 | Nederland                                  | Pod Goricomstadion, Podgorica Toeschouwers: 1.844 Scheidsrechter: Carlos del Cerro Grande (ESP) Video-assistent: José María Sánchez Martínez (ESP) |
| 13 november WK-kwalificatie Groep G № 831 «onderlinge duels» 20:45 uur (UTC+1) | Ilija Vukotić 82' Nikola Vujnović 86' |       | 25' (pen.) Memphis Depay 54' Memphis Depay | Pod Goricomstadion, Podgorica Toeschouwers: 1.844 Scheidsrechter: Carlos del Cerro Grande (ESP) Video-assistent: José María Sánchez Martínez (ESP) |

|                                                                                |                                         |       |           | |
| 16 november WK-kwalificatie Groep G № 832 «onderlinge duels» 20:45 uur (UTC+1) | Nederland                               | 2 – 0 | Noorwegen | Stadion Feijenoord, Rotterdam Toeschouwers: 0 Scheidsrechter: Clément Turpin (FRA) Video-assistent: François Letexier (FRA) |
| 16 november WK-kwalificatie Groep G № 832 «onderlinge duels» 20:45 uur (UTC+1) | Steven Bergwijn 84' Memphis Depay 90+1' |       |           | Stadion Feijenoord, Rotterdam Toeschouwers: 0 Scheidsrechter: Clément Turpin (FRA) Video-assistent: François Letexier (FRA) |

### 2022
|                                                                       |                                                                                 |       |                                              | |
| 26 maart Vriendschappelijk № 833 «onderlinge duels» 20:45 uur (UTC+1) | Nederland                                                                       | 4 – 2 | Denemarken                                   | Johan Cruijff ArenA, Amsterdam Toeschouwers: 39.440 Scheidsrechter: Lawrence Visser (BEL) Video-assistent: Erik Lambrechts (BEL) |
| 26 maart Vriendschappelijk № 833 «onderlinge duels» 20:45 uur (UTC+1) | Steven Bergwijn 16' Nathan Aké 29' Memphis Depay 38' (pen.) Steven Bergwijn 71' |       | 20' Jannik Vestergaard 48' Christian Eriksen | Johan Cruijff ArenA, Amsterdam Toeschouwers: 39.440 Scheidsrechter: Lawrence Visser (BEL) Video-assistent: Erik Lambrechts (BEL) |

|                                                                       |                     |       |                     | |
| 29 maart Vriendschappelijk № 834 «onderlinge duels» 20:45 uur (UTC+2) | Nederland           | 1 – 1 | Duitsland           | Johan Cruijff ArenA, Amsterdam Toeschouwers: 50.387 Scheidsrechter: Craig Pawson (ENG) Video-assistent: Darren England (ENG) |
| 29 maart Vriendschappelijk № 834 «onderlinge duels» 20:45 uur (UTC+2) | Steven Bergwijn 68' |       | 45+1' Thomas Müller | Johan Cruijff ArenA, Amsterdam Toeschouwers: 50.387 Scheidsrechter: Craig Pawson (ENG) Video-assistent: Darren England (ENG) |

|                                                                                |                       |       |                                                                             | |
| 3 juni UEFA Nations League Groep A4 № 835 «onderlinge duels» 20:45 uur (UTC+2) | België                | 1 – 4 | Nederland                                                                   | Koning Boudewijnstadion, Brussel Toeschouwers: 38.327 Scheidsrechter: José María Sánchez Martínez (ESP) Video-assistent: Alejandro Hernández (ESP) |
| 3 juni UEFA Nations League Groep A4 № 835 «onderlinge duels» 20:45 uur (UTC+2) | Michy Batshuayi 90+3' |       | 40' Steven Bergwijn 51' Memphis Depay 61' Denzel Dumfries 65' Memphis Depay | Koning Boudewijnstadion, Brussel Toeschouwers: 38.327 Scheidsrechter: José María Sánchez Martínez (ESP) Video-assistent: Alejandro Hernández (ESP) |

|                                                                                |                              |       |                                          | |
| 8 juni UEFA Nations League Groep A4 № 836 «onderlinge duels» 19:45 uur (UTC+1) | Wales                        | 1 – 2 | Nederland                                | Cardiff City Stadium, Cardiff Toeschouwers: 23.395 Scheidsrechter: Glenn Nyberg (SWE) Video-assistent: Paweł Raczkowski (POL) |
| 8 juni UEFA Nations League Groep A4 № 836 «onderlinge duels» 19:45 uur (UTC+1) | Rhys Norrington-Davies 90+2' |       | 50' Teun Koopmeiners 90+4' Wout Weghorst | Cardiff City Stadium, Cardiff Toeschouwers: 23.395 Scheidsrechter: Glenn Nyberg (SWE) Video-assistent: Paweł Raczkowski (POL) |

|                                                                                 |                                       |       |                                    | |
| 11 juni UEFA Nations League Groep A4 № 837 «onderlinge duels» 20:45 uur (UTC+2) | Nederland                             | 2 – 2 | Polen                              | Stadion Feijenoord, Rotterdam Toeschouwers: 39.382 Scheidsrechter: Halil Umut Meler (TUR) Video-assistent: Mete Kalkavan (TUR) |
| 11 juni UEFA Nations League Groep A4 № 837 «onderlinge duels» 20:45 uur (UTC+2) | Davy Klaassen 51' Denzel Dumfries 54' |       | 18' Matty Cash 49' Piotr Zieliński | Stadion Feijenoord, Rotterdam Toeschouwers: 39.382 Scheidsrechter: Halil Umut Meler (TUR) Video-assistent: Mete Kalkavan (TUR) |

|                                                                                 |                                                 |       |                                              | |
| 14 juni UEFA Nations League Groep A4 № 838 «onderlinge duels» 20:45 uur (UTC+2) | Nederland                                       | 3 – 2 | Wales                                        | Stadion Feijenoord, Rotterdam Toeschouwers: 37.246 Scheidsrechter: Horațiu Feșnic (ROU) Video-assistent: Maurizio Mariani (ITA) |
| 14 juni UEFA Nations League Groep A4 № 838 «onderlinge duels» 20:45 uur (UTC+2) | Noa Lang 17' Cody Gakpo 23' Memphis Depay 90+3' |       | 26' Brennan Johnson 90+2' (pen.) Gareth Bale | Stadion Feijenoord, Rotterdam Toeschouwers: 37.246 Scheidsrechter: Horațiu Feșnic (ROU) Video-assistent: Maurizio Mariani (ITA) |

|                                                                                      |       |                                    |           | |
| 22 september UEFA Nations League Groep A4 № 839 «onderlinge duels» 20:45 uur (UTC+2) | Polen | 0 – 2                              | Nederland | Nationaal Stadion, Warschau Toeschouwers: 56.673 Scheidsrechter: Alejandro Hernández (ESP) Video-assistent: Ricardo de Burgos Bengoetxea (ESP) |
| 22 september UEFA Nations League Groep A4 № 839 «onderlinge duels» 20:45 uur (UTC+2) |       | 13' Cody Gakpo 60' Steven Bergwijn |           | Nationaal Stadion, Warschau Toeschouwers: 56.673 Scheidsrechter: Alejandro Hernández (ESP) Video-assistent: Ricardo de Burgos Bengoetxea (ESP) |

|                                                                                      |                     |       |        | |
| 25 september UEFA Nations League Groep A4 № 840 «onderlinge duels» 20:45 uur (UTC+2) | Nederland           | 1 – 0 | België | Johan Cruijff ArenA, Amsterdam Toeschouwers: 52.314 Scheidsrechter: Anthony Taylor (ENG) Video-assistent: Stuart Attwell (ENG) |
| 25 september UEFA Nations League Groep A4 № 840 «onderlinge duels» 20:45 uur (UTC+2) | Virgil van Dijk 73' |       |        | Johan Cruijff ArenA, Amsterdam Toeschouwers: 52.314 Scheidsrechter: Anthony Taylor (ENG) Video-assistent: Stuart Attwell (ENG) |

| Wereldkampioenschap voetbal 2022 |
| -------------------------------- |

|                                                                        |         |         |                                    | |
| 21 november WK 2022 Groep A № 841 «onderlinge duels» 19:00 uur (UTC+3) | Senegal | 0 – 2   | Nederland                          | Al Thumamastadion, Doha Toeschouwers: 41.721 Scheidsrechter: Wilton Pereira Sampaio (BRA) Video-assistent: Juan Soto (VEN) |
| 21 november WK 2022 Groep A № 841 «onderlinge duels» 19:00 uur (UTC+3) |         | Verslag | 84' Cody Gakpo 90+9' Davy Klaassen | Al Thumamastadion, Doha Toeschouwers: 41.721 Scheidsrechter: Wilton Pereira Sampaio (BRA) Video-assistent: Juan Soto (VEN) |

|                                                                        |               |         |                    | |
| 25 november WK 2022 Groep A № 842 «onderlinge duels» 19:00 uur (UTC+3) | Nederland     | 1 – 1   | Ecuador            | Khalifa Internationaal Stadion, Ar Rayyan Toeschouwers: 44.833 Scheidsrechter: Mustapha Ghorbal (ALG) Video-assistent: Shaun Evans (AUS) |
| 25 november WK 2022 Groep A № 842 «onderlinge duels» 19:00 uur (UTC+3) | Cody Gakpo 6' | Verslag | 49' Enner Valencia | Khalifa Internationaal Stadion, Ar Rayyan Toeschouwers: 44.833 Scheidsrechter: Mustapha Ghorbal (ALG) Video-assistent: Shaun Evans (AUS) |

|                                                                        |                                    |         |       | |
| 29 november WK 2022 Groep A № 843 «onderlinge duels» 18:00 uur (UTC+3) | Nederland                          | 2 – 0   | Qatar | Al Baytstadion, Al Khawr Toeschouwers: 66.784 Scheidsrechter: Bakary Gassama (GAM) Video-assistent: Redouane Jiyed (MAR) |
| 29 november WK 2022 Groep A № 843 «onderlinge duels» 18:00 uur (UTC+3) | Cody Gakpo 26' Frenkie de Jong 49' | Verslag |       | Al Baytstadion, Al Khawr Toeschouwers: 66.784 Scheidsrechter: Bakary Gassama (GAM) Video-assistent: Redouane Jiyed (MAR) |

|                                                                              |                                                         |         |                  | |
| 3 december WK 2022 Achtste finale № 844 «onderlinge duels» 18:00 uur (UTC+3) | Nederland                                               | 3 – 1   | Verenigde Staten | Khalifa Internationaal Stadion, Ar Rayyan Toeschouwers: 44.846 Scheidsrechter: Wilton Pereira Sampaio (BRA) Video-assistent: Nicolás Gallo (COL) |
| 3 december WK 2022 Achtste finale № 844 «onderlinge duels» 18:00 uur (UTC+3) | Memphis Depay 10' Daley Blind 45+2' Denzel Dumfries 81' | Verslag | 76' Haji Wright  | Khalifa Internationaal Stadion, Ar Rayyan Toeschouwers: 44.846 Scheidsrechter: Wilton Pereira Sampaio (BRA) Video-assistent: Nicolás Gallo (COL) |

|                                                                           |                                                                             |              |                                                                              | |
| 9 december WK 2022 Kwartfinale № 845 «onderlinge duels» 22:00 uur (UTC+3) | Nederland                                                                   | 2 – 2 (n.v.) | Argentinië                                                                   | Lusailstadion, Lusail Toeschouwers: 88.235 Scheidsrechter: Antonio Mateu Lahoz (ESP) Video-assistent: Alejandro Hernández (ESP) |
| 9 december WK 2022 Kwartfinale № 845 «onderlinge duels» 22:00 uur (UTC+3) | Wout Weghorst 83' Wout Weghorst 90+11'                                      | Verslag      | 35' Nahuel Molina 73' (pen.) Lionel Messi                                    | Lusailstadion, Lusail Toeschouwers: 88.235 Scheidsrechter: Antonio Mateu Lahoz (ESP) Video-assistent: Alejandro Hernández (ESP) |
| 9 december WK 2022 Kwartfinale № 845 «onderlinge duels» 22:00 uur (UTC+3) | Strafschoppen                                                               |              |                                                                              | Lusailstadion, Lusail Toeschouwers: 88.235 Scheidsrechter: Antonio Mateu Lahoz (ESP) Video-assistent: Alejandro Hernández (ESP) |
| 9 december WK 2022 Kwartfinale № 845 «onderlinge duels» 22:00 uur (UTC+3) | Virgil van Dijk Steven Berghuis Teun Koopmeiners Wout Weghorst Luuk de Jong | 3 – 4        | Lionel Messi Leandro Paredes Gonzalo Montiel Enzo Fernández Lautaro Martínez | Lusailstadion, Lusail Toeschouwers: 88.235 Scheidsrechter: Antonio Mateu Lahoz (ESP) Video-assistent: Alejandro Hernández (ESP) |

|  |  |  |  |  |  |  |  |  |

### 2023
|                                                                             |                                                                             |       |           | |
| 24 maart EK-kwalificatie Groep B № 846 «onderlinge duels» 20:45 uur (UTC+1) | Frankrijk                                                                   | 4 – 0 | Nederland | Stade de France, Saint-Denis Toeschouwers: 77.328 Scheidsrechter: Maurizio Mariani (ITA) Video-assistent: Massimiliano Irrati (ITA) |
| 24 maart EK-kwalificatie Groep B № 846 «onderlinge duels» 20:45 uur (UTC+1) | Antoine Griezmann 2' Dayot Upamecano 8' Kylian Mbappé 21' Kylian Mbappé 88' |       |           | Stade de France, Saint-Denis Toeschouwers: 77.328 Scheidsrechter: Maurizio Mariani (ITA) Video-assistent: Massimiliano Irrati (ITA) |

|                                                                             |                                                 |       |           | |
| 27 maart EK-kwalificatie Groep B № 847 «onderlinge duels» 20:45 uur (UTC+2) | Nederland                                       | 3 – 0 | Gibraltar | Stadion Feijenoord, Rotterdam Toeschouwers: 36.327 Scheidsrechter: Morten Krogh (DEN) Video-assistent: David Coote (ENG) |
| 27 maart EK-kwalificatie Groep B № 847 «onderlinge duels» 20:45 uur (UTC+2) | Memphis Depay 24' Nathan Aké 50' Nathan Aké 82' |       |           | Stadion Feijenoord, Rotterdam Toeschouwers: 36.327 Scheidsrechter: Morten Krogh (DEN) Video-assistent: David Coote (ENG) |

|                                                                                     |                                  |              |                                                                                         | |
| 14 juni UEFA Nations League Halve finale № 848 «onderlinge duels» 20:45 uur (UTC+2) | Nederland                        | 2 – 4 (n.v.) | Kroatië                                                                                 | Stadion Feijenoord, Rotterdam Toeschouwers: 39.359 Scheidsrechter: István Kovács (ROU) Video-assistent: Bastian Dankert (GER) |
| 14 juni UEFA Nations League Halve finale № 848 «onderlinge duels» 20:45 uur (UTC+2) | Donyell Malen 34' Noa Lang 90+6' |              | 55' (pen.) Andrej Kramarić 72' Mario Pašalić 98' Bruno Petković 116' (pen.) Luka Modrić | Stadion Feijenoord, Rotterdam Toeschouwers: 39.359 Scheidsrechter: István Kovács (ROU) Video-assistent: Bastian Dankert (GER) |

|                                                                                     |                                             |       |                                                             | |
| 18 juni UEFA Nations League Troostfinale № 849 «onderlinge duels» 15:00 uur (UTC+2) | Nederland                                   | 2 – 3 | Italië                                                      | De Grolsch Veste, Enschede Toeschouwers: 21.292 Scheidsrechter: Glenn Nyberg (SWE) Video-assistent: Bartosz Frankowski (POL) |
| 18 juni UEFA Nations League Troostfinale № 849 «onderlinge duels» 15:00 uur (UTC+2) | Steven Bergwijn 68' Georginio Wijnaldum 90' |       | 6' Federico Dimarco 20' Davide Frattesi 72' Federico Chiesa | De Grolsch Veste, Enschede Toeschouwers: 21.292 Scheidsrechter: Glenn Nyberg (SWE) Video-assistent: Bartosz Frankowski (POL) |

|                                                                                |                                                     |       |             | |
| 7 september EK-kwalificatie Groep B № 850 «onderlinge duels» 20:45 uur (UTC+2) | Nederland                                           | 3 – 0 | Griekenland | Philips Stadion, Eindhoven Toeschouwers: 32.079 Scheidsrechter: Michael Oliver (ENG) Video-assistent: Stuart Attwell (ENG) |
| 7 september EK-kwalificatie Groep B № 850 «onderlinge duels» 20:45 uur (UTC+2) | Marten de Roon 17' Cody Gakpo 31' Wout Weghorst 39' |       |             | Philips Stadion, Eindhoven Toeschouwers: 32.079 Scheidsrechter: Michael Oliver (ENG) Video-assistent: Stuart Attwell (ENG) |

|                                                                                 |                     |       |                                         | |
| 10 september EK-kwalificatie Groep B № 851 «onderlinge duels» 19:45 uur (UTC+1) | Ierland             | 1 – 2 | Nederland                               | Avivastadion, Dublin Toeschouwers: 49.807 Scheidsrechter: Irfan Peljto (BIH) Video-assistent: Ivan Bebek (CRO) |
| 10 september EK-kwalificatie Groep B № 851 «onderlinge duels» 19:45 uur (UTC+1) | Adam Idah 5' (pen.) |       | 19' (pen.) Cody Gakpo 56' Wout Weghorst | Avivastadion, Dublin Toeschouwers: 49.807 Scheidsrechter: Irfan Peljto (BIH) Video-assistent: Ivan Bebek (CRO) |

|                                                                               |                         |       |                                    | |
| 13 oktober EK-kwalificatie Groep B № 852 «onderlinge duels» 20:45 uur (UTC+2) | Nederland               | 1 – 2 | Frankrijk                          | Johan Cruijff ArenA, Amsterdam Toeschouwers: 51.310 Scheidsrechter: Felix Zwayer (GER) Video-assistent: Bastian Dankert (GER) |
| 13 oktober EK-kwalificatie Groep B № 852 «onderlinge duels» 20:45 uur (UTC+2) | Quilindschy Hartman 83' |       | 7' Kylian Mbappé 53' Kylian Mbappé | Johan Cruijff ArenA, Amsterdam Toeschouwers: 51.310 Scheidsrechter: Felix Zwayer (GER) Video-assistent: Bastian Dankert (GER) |

|                                                                               |             |                              |           | |
| 16 oktober EK-kwalificatie Groep B № 853 «onderlinge duels» 21:45 uur (UTC+3) | Griekenland | 0 – 1                        | Nederland | Agia Sofiastadion, Athene Toeschouwers: 24.967 Scheidsrechter: Alejandro Hernández (ESP) Video-assistent: Juan Martínez Munuera (ESP) |
| 16 oktober EK-kwalificatie Groep B № 853 «onderlinge duels» 21:45 uur (UTC+3) |             | 90+3' (pen.) Virgil van Dijk |           | Agia Sofiastadion, Athene Toeschouwers: 24.967 Scheidsrechter: Alejandro Hernández (ESP) Video-assistent: Juan Martínez Munuera (ESP) |

|                                                                                |                   |       |         | |
| 18 november EK-kwalificatie Groep B № 854 «onderlinge duels» 20:45 uur (UTC+1) | Nederland         | 1 – 0 | Ierland | Johan Cruijff ArenA, Amsterdam Toeschouwers: 51.811 Scheidsrechter: Marco Di Bello (ITA) Video-assistent: Paolo Valeri (ITA) |
| 18 november EK-kwalificatie Groep B № 854 «onderlinge duels» 20:45 uur (UTC+1) | Wout Weghorst 12' |       |         | Johan Cruijff ArenA, Amsterdam Toeschouwers: 51.811 Scheidsrechter: Marco Di Bello (ITA) Video-assistent: Paolo Valeri (ITA) |

|                                                                              |           | |           | |
| 21 november EK-kwalificatie Groep B № 855 «onderlinge duels» 19:45 uur (UTC) | Gibraltar | 0 – 6 | Nederland | Estádio Algarve, Loulé (Portugal) Toeschouwers: 2.280 Scheidsrechter: Arda Kardeşler (TUR) Video-assistent: Abdulkadir Bitigen (TUR) |
| 21 november EK-kwalificatie Groep B № 855 «onderlinge duels» 19:45 uur (UTC) |           | 10' Calvin Stengs 23' Mats Wieffer 38' Teun Koopmeiners 50' Calvin Stengs 62' Calvin Stengs 81' Cody Gakpo |           | Estádio Algarve, Loulé (Portugal) Toeschouwers: 2.280 Scheidsrechter: Arda Kardeşler (TUR) Video-assistent: Abdulkadir Bitigen (TUR) |

### 2024
|                                                                       |                                                                                   |       |           | |
| 22 maart Vriendschappelijk № 856 «onderlinge duels» 20:45 uur (UTC+1) | Nederland                                                                         | 4 – 0 | Schotland | Johan Cruijff ArenA, Amsterdam Toeschouwers: 46.223 Scheidsrechter: Erik Lambrechts (BEL) Video-assistent: Lawrence Visser (BEL) |
| 22 maart Vriendschappelijk № 856 «onderlinge duels» 20:45 uur (UTC+1) | Tijjani Reijnders 40' Georginio Wijnaldum 72' Wout Weghorst 84' Donyell Malen 86' |       |           | Johan Cruijff ArenA, Amsterdam Toeschouwers: 46.223 Scheidsrechter: Erik Lambrechts (BEL) Video-assistent: Lawrence Visser (BEL) |

|                                                                       |                                                |       |                 | |
| 26 maart Vriendschappelijk № 857 «onderlinge duels» 20:45 uur (UTC+1) | Duitsland                                      | 2 – 1 | Nederland       | Deutsche Bank Park, Frankfurt am Main Toeschouwers: 48.390 Scheidsrechter: Espen Eskås (NOR) Video-assistent: Tom Harald Hagen (NOR) |
| 26 maart Vriendschappelijk № 857 «onderlinge duels» 20:45 uur (UTC+1) | Maximilian Mittelstädt 11' Niclas Füllkrug 85' |       | 4' Joey Veerman | Deutsche Bank Park, Frankfurt am Main Toeschouwers: 48.390 Scheidsrechter: Espen Eskås (NOR) Video-assistent: Tom Harald Hagen (NOR) |

|                                                                     |                                                                              |       |        | |
| 6 juni Vriendschappelijk № 858 «onderlinge duels» 20:45 uur (UTC+2) | Nederland                                                                    | 4 – 0 | Canada | Stadion Feijenoord, Rotterdam Toeschouwers: 37.000 Scheidsrechter: Rohit Saggi (NOR) Video-assistent: Tom Harald Hagen (NOR) |
| 6 juni Vriendschappelijk № 858 «onderlinge duels» 20:45 uur (UTC+2) | Memphis Depay 50' Jeremie Frimpong 57' Wout Weghorst 63' Virgil van Dijk 83' |       |        | Stadion Feijenoord, Rotterdam Toeschouwers: 37.000 Scheidsrechter: Rohit Saggi (NOR) Video-assistent: Tom Harald Hagen (NOR) |

|                                                                      |                                                                           |       |         | |
| 10 juni Vriendschappelijk № 859 «onderlinge duels» 20:45 uur (UTC+2) | Nederland                                                                 | 4 – 0 | IJsland | Stadion Feijenoord, Rotterdam Toeschouwers: 42.000 Scheidsrechter: Evangelos Manouchos (GRE) Video-assistent: Angelos Evangelou (GRE) |
| 10 juni Vriendschappelijk № 859 «onderlinge duels» 20:45 uur (UTC+2) | Xavi Simons 23' Virgil van Dijk 49' Donyell Malen 79' Wout Weghorst 90+3' |       |         | Stadion Feijenoord, Rotterdam Toeschouwers: 42.000 Scheidsrechter: Evangelos Manouchos (GRE) Video-assistent: Angelos Evangelou (GRE) |

| EK 2024 |
| ------- |

|                                                                         |                |       |                                  | |
| 16 juni EK-eindronde Groep D № 860 «onderlinge duels» 15:00 uur (UTC+2) | Polen          | 1 – 2 | Nederland                        | Volksparkstadion, Hamburg Toeschouwers: 48.117 Scheidsrechter: Artur Soares Dias (POR) Video-assistent: Tiago Martins (POR) |
| 16 juni EK-eindronde Groep D № 860 «onderlinge duels» 15:00 uur (UTC+2) | Adam Buksa 16' |       | 29' Cody Gakpo 83' Wout Weghorst | Volksparkstadion, Hamburg Toeschouwers: 48.117 Scheidsrechter: Artur Soares Dias (POR) Video-assistent: Tiago Martins (POR) |

|                                                                         |           |       |           | |
| 21 juni EK-eindronde Groep D № 861 «onderlinge duels» 21:00 uur (UTC+2) | Nederland | 0 – 0 | Frankrijk | Red Bull Arena, Leipzig Toeschouwers: 38.531 Scheidsrechter: Anthony Taylor (ENG) Video-assistent: Stuart Attwell (ENG) |
| 21 juni EK-eindronde Groep D № 861 «onderlinge duels» 21:00 uur (UTC+2) |           |       |           | Red Bull Arena, Leipzig Toeschouwers: 38.531 Scheidsrechter: Anthony Taylor (ENG) Video-assistent: Stuart Attwell (ENG) |

|                                                                         |                                  |       |                                                               | |
| 25 juni EK-eindronde Groep D № 862 «onderlinge duels» 18:00 uur (UTC+2) | Nederland                        | 2 – 3 | Oostenrijk                                                    | Olympiastadion, Berlijn Toeschouwers: 68.363 Scheidsrechter: Ivan Kružliak (SVK) Video-assistent: Marco Fritz (GER) |
| 25 juni EK-eindronde Groep D № 862 «onderlinge duels» 18:00 uur (UTC+2) | Cody Gakpo 47' Memphis Depay 75' |       | 6' (e.d.) Donyell Malen 59' Romano Schmid 80' Marcel Sabitzer | Olympiastadion, Berlijn Toeschouwers: 68.363 Scheidsrechter: Ivan Kružliak (SVK) Video-assistent: Marco Fritz (GER) |

|                                                                               |          |                                                      |           | |
| 2 juli EK-eindronde Achtste finale № 863 «onderlinge duels» 18:00 uur (UTC+2) | Roemenië | 0 – 3                                                | Nederland | Allianz Arena, München Toeschouwers: 65.012 Scheidsrechter: Felix Zwayer (GER) Video-assistent: Bastian Dankert (GER) |
| 2 juli EK-eindronde Achtste finale № 863 «onderlinge duels» 18:00 uur (UTC+2) |          | 20' Cody Gakpo 83' Donyell Malen 90+3' Donyell Malen |           | Allianz Arena, München Toeschouwers: 65.012 Scheidsrechter: Felix Zwayer (GER) Video-assistent: Bastian Dankert (GER) |

|                                                                            |                                           |       |                   | |
| 6 juli EK-eindronde Kwartfinale № 864 «onderlinge duels» 21:00 uur (UTC+2) | Nederland                                 | 2 – 1 | Turkije           | Olympiastadion, Berlijn Toeschouwers: 70.091 Scheidsrechter: Clément Turpin (FRA) Video-assistent: Jérôme Brisard (FRA) |
| 6 juli EK-eindronde Kwartfinale № 864 «onderlinge duels» 21:00 uur (UTC+2) | Stefan de Vrij 70' Mert Müldür 76' (e.d.) |       | 35' Samet Akaydın | Olympiastadion, Berlijn Toeschouwers: 70.091 Scheidsrechter: Clément Turpin (FRA) Video-assistent: Jérôme Brisard (FRA) |

|                                                                              |                |       |                                         | |
| 10 juli EK-eindronde Halve finale № 865 «onderlinge duels» 21:00 uur (UTC+2) | Nederland      | 1 – 2 | Engeland                                | Signal Iduna Park, Dortmund Toeschouwers: 60.926 Scheidsrechter: Felix Zwayer (GER) Video-assistent: Bastian Dankert (GER) |
| 10 juli EK-eindronde Halve finale № 865 «onderlinge duels» 21:00 uur (UTC+2) | Xavi Simons 7' |       | 18' (pen.) Harry Kane 90' Ollie Watkins | Signal Iduna Park, Dortmund Toeschouwers: 60.926 Scheidsrechter: Felix Zwayer (GER) Video-assistent: Bastian Dankert (GER) |

|  |  |  |  |  |  |  |  |  |

|                                                                                     |                                                                                               |       |                                      | |
| 7 september UEFA Nations League Groep A3 № 866 «onderlinge duels» 20:45 uur (UTC+2) | Nederland                                                                                     | 5 – 2 | Bosnië en Herzegovina                | Philips Stadion, Eindhoven Toeschouwers: 31.139 Scheidsrechter: Donatas Rumšas (LTU) Video-assistent: Stuart Attwell (ENG) |
| 7 september UEFA Nations League Groep A3 № 866 «onderlinge duels» 20:45 uur (UTC+2) | Joshua Zirkzee 13' Tijjani Reijnders 45+2' Cody Gakpo 56' Wout Weghorst 88' Xavi Simons 90+2' |       | 27' Ermedin Demirović 73' Edin Džeko | Philips Stadion, Eindhoven Toeschouwers: 31.139 Scheidsrechter: Donatas Rumšas (LTU) Video-assistent: Stuart Attwell (ENG) |

|                                                                                      |                                          |       |                                      | |
| 10 september UEFA Nations League Groep A3 № 867 «onderlinge duels» 20:45 uur (UTC+2) | Nederland                                | 2 – 2 | Duitsland                            | Johan Cruijff ArenA, Amsterdam Toeschouwers: 50.109 Scheidsrechter: Davide Massa (ITA) Video-assistent: Aleandro Di Paolo (ITA) |
| 10 september UEFA Nations League Groep A3 № 867 «onderlinge duels» 20:45 uur (UTC+2) | Tijjani Reijnders 2' Denzel Dumfries 50' |       | 38' Deniz Undav 45+3' Joshua Kimmich | Johan Cruijff ArenA, Amsterdam Toeschouwers: 50.109 Scheidsrechter: Davide Massa (ITA) Video-assistent: Aleandro Di Paolo (ITA) |

|                                                                                    |                   |       |                     | |
| 11 oktober UEFA Nations League Groep A3 № 868 «onderlinge duels» 20:45 uur (UTC+2) | Hongarije         | 1 – 1 | Nederland           | Puskás Aréna, Boedapest Toeschouwers: 55.300 Scheidsrechter: Lukas Fähndrich (SUI) Video-assistent: Fedayi San (SUI) |
| 11 oktober UEFA Nations League Groep A3 № 868 «onderlinge duels» 20:45 uur (UTC+2) | Roland Sallai 32' |       | 83' Denzel Dumfries | Puskás Aréna, Boedapest Toeschouwers: 55.300 Scheidsrechter: Lukas Fähndrich (SUI) Video-assistent: Fedayi San (SUI) |

|                                                                                    |                    |       |           | |
| 14 oktober UEFA Nations League Groep A3 № 869 «onderlinge duels» 20:45 uur (UTC+2) | Duitsland          | 1 – 0 | Nederland | Allianz Arena, München Toeschouwers: 68.367 Scheidsrechter: Slavko Vinčić (SVN) Video-assistent: Nejc Kajtazović (SVN) |
| 14 oktober UEFA Nations League Groep A3 № 869 «onderlinge duels» 20:45 uur (UTC+2) | Jamie Leweling 64' |       |           | Allianz Arena, München Toeschouwers: 68.367 Scheidsrechter: Slavko Vinčić (SVN) Video-assistent: Nejc Kajtazović (SVN) |

|                                                                                     |                                                                                            |       |           | |
| 16 november UEFA Nations League Groep A3 № 870 «onderlinge duels» 20:45 uur (UTC+1) | Nederland                                                                                  | 4 – 0 | Hongarije | Johan Cruijff ArenA, Amsterdam Toeschouwers: 51.611 Scheidsrechter: Jesús Gil Manzano (ESP) Video-assistent: Carlos del Cerro Grande (ESP) |
| 16 november UEFA Nations League Groep A3 № 870 «onderlinge duels» 20:45 uur (UTC+1) | Wout Weghorst 21' (pen.) Cody Gakpo 45+12' (pen.) Denzel Dumfries 64' Teun Koopmeiners 86' |       |           | Johan Cruijff ArenA, Amsterdam Toeschouwers: 51.611 Scheidsrechter: Jesús Gil Manzano (ESP) Video-assistent: Carlos del Cerro Grande (ESP) |

|                                                                                     |                       |       |                   | |
| 19 november UEFA Nations League Groep A3 № 871 «onderlinge duels» 20:45 uur (UTC+1) | Bosnië en Herzegovina | 1 – 1 | Nederland         | Bilino Polje, Zenica Toeschouwers: 4.134 Scheidsrechter: Aliyar Ağayev (AZE) Video-assistent: Tomasz Kwiatkowski (POL) |
| 19 november UEFA Nations League Groep A3 № 871 «onderlinge duels» 20:45 uur (UTC+1) | Ermedin Demirović 67' |       | 24' Brian Brobbey | Bilino Polje, Zenica Toeschouwers: 4.134 Scheidsrechter: Aliyar Ağayev (AZE) Video-assistent: Tomasz Kwiatkowski (POL) |

### 2025
|                                                                                     |                                      |       |                                     | |
| 20 maart UEFA Nations League Kwartfinale № 872 «onderlinge duels» 20:45 uur (UTC+1) | Nederland                            | 2 – 2 | Spanje                              | Stadion Feijenoord, Rotterdam Toeschouwers: 42.003 Scheidsrechter: Glenn Nyberg (SWE) Video-assistent: Christian Dingert (GER) |
| 20 maart UEFA Nations League Kwartfinale № 872 «onderlinge duels» 20:45 uur (UTC+1) | Cody Gakpo 28' Tijjani Reijnders 46' |       | 9' Nico Williams 90+3' Mikel Merino | Stadion Feijenoord, Rotterdam Toeschouwers: 42.003 Scheidsrechter: Glenn Nyberg (SWE) Video-assistent: Christian Dingert (GER) |

|                                                                                     |                                                                       |              |                                                                                    | |
| 23 maart UEFA Nations League Kwartfinale № 873 «onderlinge duels» 20:45 uur (UTC+1) | Spanje                                                                | 3 – 3 (n.v.) | Nederland                                                                          | Estadio Mestalla, Valencia Toeschouwers: 48.082 Scheidsrechter: Clément Turpin (FRA) Video-assistent: Willy Delajod (FRA) |
| 23 maart UEFA Nations League Kwartfinale № 873 «onderlinge duels» 20:45 uur (UTC+1) | Mikel Oyarzabal 8' (pen.) Mikel Oyarzabal 67' Lamine Yamal 103'       |              | 54' (pen.) Memphis Depay 79' Ian Maatsen 109' (pen.) Xavi Simons                   | Estadio Mestalla, Valencia Toeschouwers: 48.082 Scheidsrechter: Clément Turpin (FRA) Video-assistent: Willy Delajod (FRA) |
| 23 maart UEFA Nations League Kwartfinale № 873 «onderlinge duels» 20:45 uur (UTC+1) | Strafschoppen                                                         |              |                                                                                    | Estadio Mestalla, Valencia Toeschouwers: 48.082 Scheidsrechter: Clément Turpin (FRA) Video-assistent: Willy Delajod (FRA) |
| 23 maart UEFA Nations League Kwartfinale № 873 «onderlinge duels» 20:45 uur (UTC+1) | Mikel Merino Ferran Torres Aleix García Lamine Yamal Álex Baena Pedri | 5 – 4        | Virgil van Dijk Teun Koopmeiners Xavi Simons Noa Lang Kenneth Taylor Donyell Malen | Estadio Mestalla, Valencia Toeschouwers: 48.082 Scheidsrechter: Clément Turpin (FRA) Video-assistent: Willy Delajod (FRA) |

|                                                                           |         |                                      |           | |
| 7 juni WK-kwalificatie Groep G № 874 «onderlinge duels» 21:45 uur (UTC+3) | Finland | 0 – 2                                | Nederland | Olympisch Stadion, Helsinki Toeschouwers: 29.483 Scheidsrechter: Daniel Siebert (GER) Video-assistent: Christian Dingert (GER) |
| 7 juni WK-kwalificatie Groep G № 874 «onderlinge duels» 21:45 uur (UTC+3) |         | 6' Memphis Depay 23' Denzel Dumfries |           | Olympisch Stadion, Helsinki Toeschouwers: 29.483 Scheidsrechter: Daniel Siebert (GER) Video-assistent: Christian Dingert (GER) |

|                                                                            | |       |       | |
| 10 juni WK-kwalificatie Groep G № 875 «onderlinge duels» 20:45 uur (UTC+2) | Nederland | 8 – 0 | Malta | Euroborg, Groningen Toeschouwers: 21.006 Scheidsrechter: Ricardo de Burgos Bengoetxea (ESP) Video-assistent: Guillermo Cuadra Fernández (ESP) |
| 10 juni WK-kwalificatie Groep G № 875 «onderlinge duels» 20:45 uur (UTC+2) | Memphis Depay 9' (pen.) Memphis Depay 16' Virgil van Dijk 20' Xavi Simons 61' Donyell Malen 74' Noa Lang 78' Donyell Malen 80' Micky van de Ven 90+2' |       |       | Euroborg, Groningen Toeschouwers: 21.006 Scheidsrechter: Ricardo de Burgos Bengoetxea (ESP) Video-assistent: Guillermo Cuadra Fernández (ESP) |

|                                                                                |           |   |       |                                                                           |
| 4 september WK-kwalificatie Groep G № 876 «onderlinge duels» 20:45 uur (UTC+2) | Nederland | – | Polen | Stadion Feijenoord, Rotterdam Toeschouwers: n.n.b. Scheidsrechter: n.n.b. |
| 4 september WK-kwalificatie Groep G № 876 «onderlinge duels» 20:45 uur (UTC+2) |           |   |       | Stadion Feijenoord, Rotterdam Toeschouwers: n.n.b. Scheidsrechter: n.n.b. |

|                                                                                |          |   |           |                                                                                     |
| 7 september WK-kwalificatie Groep G № 877 «onderlinge duels» 19:00 uur (UTC+3) | Litouwen | – | Nederland | S. Dariaus- en S. Girėnostadion, Kaunas Toeschouwers: n.n.b. Scheidsrechter: n.n.b. |
| 7 september WK-kwalificatie Groep G № 877 «onderlinge duels» 19:00 uur (UTC+3) |          |   |           | S. Dariaus- en S. Girėnostadion, Kaunas Toeschouwers: n.n.b. Scheidsrechter: n.n.b. |

|                                                                              |       |   |           |                                                                       |
| 9 oktober WK-kwalificatie Groep G № 878 «onderlinge duels» 20:45 uur (UTC+2) | Malta | – | Nederland | Ta' Qalistadion, Ta' Qali Toeschouwers: n.n.b. Scheidsrechter: n.n.b. |
| 9 oktober WK-kwalificatie Groep G № 878 «onderlinge duels» 20:45 uur (UTC+2) |       |   |           | Ta' Qalistadion, Ta' Qali Toeschouwers: n.n.b. Scheidsrechter: n.n.b. |

|                                                                               |           |   |         |                                                                            |
| 12 oktober WK-kwalificatie Groep G № 879 «onderlinge duels» 18:00 uur (UTC+2) | Nederland | – | Finland | Johan Cruijff ArenA, Amsterdam Toeschouwers: n.n.b. Scheidsrechter: n.n.b. |
| 12 oktober WK-kwalificatie Groep G № 879 «onderlinge duels» 18:00 uur (UTC+2) |           |   |         | Johan Cruijff ArenA, Amsterdam Toeschouwers: n.n.b. Scheidsrechter: n.n.b. |

|                                                                                |       |   |           |                                                    |
| 14 november WK-kwalificatie Groep G № 880 «onderlinge duels» 20:45 uur (UTC+1) | Polen | – | Nederland | n.n.b. Toeschouwers: n.n.b. Scheidsrechter: n.n.b. |
| 14 november WK-kwalificatie Groep G № 880 «onderlinge duels» 20:45 uur (UTC+1) |       |   |           | n.n.b. Toeschouwers: n.n.b. Scheidsrechter: n.n.b. |

|                                                                                |           |   |          |                                                                            |
| 17 november WK-kwalificatie Groep G № 881 «onderlinge duels» 20:45 uur (UTC+1) | Nederland | – | Litouwen | Johan Cruijff ArenA, Amsterdam Toeschouwers: n.n.b. Scheidsrechter: n.n.b. |
| 17 november WK-kwalificatie Groep G № 881 «onderlinge duels» 20:45 uur (UTC+1) |           |   |          | Johan Cruijff ArenA, Amsterdam Toeschouwers: n.n.b. Scheidsrechter: n.n.b. |

KNVB ·
A-internationals ·
Bondscoaches (m) ·
Topscorers ·
Nederlands vrouwenelftal ·
Bondscoaches (v) ·
Nederland B ·
Olympisch elftal ·
Jong Oranje ·
Nederland –20 ·
Nederland –19 ·
Nederland –18 ·
Nederland –17 ·
Nederland –16 ·
Nederland –15 ·
Nederlands amateurelftal ·
Nederlands zaterdagelftal ·
Jong OranjeLeeuwinnen ·
Vrouwen –20 ·
Vrouwen –19 ·
Vrouwen –18 ·
Vrouwen –17 ·
Vrouwen –16 ·
Vrouwen –15 ·
Militair mannenelftal ·
Militair vrouwenelftal ·
Strandteam ·
Vrouwen Strandteam ·
Futsalteam ·
Vrouwen Futsalteam

EK-wedstrijden ·
WK-wedstrijden ·
Resultaten kwalificaties en eindronden ·
Nederland B-wedstrijden ·
Officieuze wedstrijden ·
EK-wedstrijden vrouwen ·
WK-wedstrijden vrouwen ·
Resultaten vrouwen kwalificaties en eindronden
1905 – 1919 ·
1920 – 1929 ·
1930 – 1939 ·
1940 – 1949 ·
1950 – 1959 ·
1960 – 1969 ·
1970 – 1979 ·
1980 – 1989 ·
1990 – 1999 ·
2000 – 2009 ·
2010 – 2019 ·
2020 – 2029
2015 ·
2016 ·
2017 ·
2018 ·
2019 ·
2020 ·
2021 · 
2022
EK's: 1976 · 
1980 · 
1988 · 
1992 · 
1996 · 
2000 · 
2004 · 
2008 · 
2012 · 
2020 · 
2024
WK's: 1934 · 
1938 · 
1974 · 
1978 · 
1990 · 
1994 · 
1998 · 
2006 · 
2010 · 
2014 · 
2022
OS: 1908 ·
1912 ·
1920 ·
1924 ·
1928 ·
1948 ·
1952 ·
2008
Albanië ·
Andorra ·
Argentinië ·
Armenië ·
Australië ·
België ·
Bosnië en Herzegovina ·
Brazilië ·
Bulgarije ·
Canada ·
Chili ·
China ·
Colombia ·
Costa Rica ·
Curaçao ·
Cyprus ·
DDR ·
Denemarken ·
Duitsland ·
Ecuador ·
Egypte ·
Engeland ·
Estland ·
Faeröer ·
Finland ·
Frankrijk ·
GOS · 
Georgië ·
Ghana ·
Gibraltar ·
Griekenland ·
Hongarije ·
Ierland ·
IJsland ·
Indonesië ·
Iran ·
Israël ·
Italië ·
Ivoorkust ·
Japan ·
Joegoslavië ·
Kameroen ·
Kazachstan ·
Kroatië ·
Letland ·
Liechtenstein ·
Luxemburg ·
Malta ·
Marokko ·
Mexico ·
Moldavië ·
Montenegro ·
Nederlandse Antillen ·
Nigeria ·
Noord-Ierland ·
Noord-Macedonië ·
Noorwegen ·
Oekraïne ·
Oostenrijk ·
Paraguay ·
Peru ·
Polen ·
Portugal ·
Qatar ·
Roemenië ·
Rusland ·
Saarland ·
San Marino ·
Saoedi-Arabië ·
Schotland ·
Senegal ·
Servië en Montenegro ·
Slovenië ·
Slowakije ·
Sovjet-Unie ·
Spanje ·
Suriname ·
Thailand ·
Tsjechië ·
Tsjecho-Slowakije ·
Tunesië ·
Turkije ·
Uruguay ·
Verenigd Koninkrijk ·
Verenigde Staten ·
Wales ·
Wit-Rusland ·
Zuid-Afrika ·
Zuid-Korea ·
Zweden ·
Zwitserland
Argentinië (1978) ·
Argentinië (2006) ·
Argentinië (2014) ·
Argentinië (2022) ·
Australië (2014) ·
Brazilië (2014) ·
Chili (2014) · 
Costa Rica (2014) ·
Denemarken (2010) ·
Denemarken (2012) ·
Duitsland (2012) · 
Ecuador (2022) · 
Frankrijk (2008) ·
Italië (2008) ·
Ivoorkust (2006) ·
Japan (2010) ·
Kameroen (2010) ·
Mexico (2014) · 
Noord-Macedonië (2021) · 
Oekraïne (2021) · 
Oostenrijk (2021) · 
Portugal (2006) ·
Portugal (2012) ·
Portugal (2019) ·
Qatar (2022) ·
Roemenië (2008) ·
Rusland (2008) ·
San Marino (2011) ·
Senegal (2022) ·
Servië en Montenegro (2006) ·
Sovjet-Unie (1988) ·
Spanje (2010) ·
Spanje (2014) ·
Tsjechië (2021) · 
Uruguay (2010) ·
Verenigde Staten (2022) · 
West-Duitsland (1974)
CONMEBOL: Argentinië · Bolivia · Brazilië · Chili · Colombia · Ecuador · Paraguay · Peru · Uruguay · Venezuela

UEFA: Albanië · Andorra · Armenië · Azerbeidzjan · België · Bosnië en Herzegovina · Bulgarije · Cyprus · Denemarken · Duitsland · Engeland · Estland · Faeröer · Finland · Frankrijk · Georgië · Gibraltar · Griekenland · Hongarije · IJsland · Ierland · Israël · Italië · Kazachstan · Kosovo · Kroatië · Letland · Liechtenstein · Litouwen · Luxemburg · Malta · Moldavië · Montenegro · Nederland · Noord-Ierland · Noord-Macedonië · Noorwegen · Oekraïne · Oostenrijk · Polen · Portugal · Roemenië · Rusland · San Marino · Schotland · Servië · Slovenië · Slowakije · Spanje · Tsjechië · Turkije · Wales · Wit-Rusland · Zweden · Zwitserland

AFC: Australië · China · Irak · Iran · Japan · Libanon · Oezbekistan · Oman · Qatar · Saoedi-Arabië · Syrië · Verenigde Arabische Emiraten · Vietnam · Zuid-Korea

CAF: Algerije · Burkina Faso · Congo-Kinshasa · Egypte · Ghana · Ivoorkust · Kaapverdië · Kameroen · Mali · Marokko · Nigeria · Senegal · Tunesië · Zuid-Afrika

CONCACAF: Canada · Costa Rica · Curaçao · El Salvador · Honduras · Jamaica · Mexico · Panama · Suriname · Verenigde Staten

OFC: Nieuw-Zeeland